# Ashford-in-the-Water
Ashford-in-the-Water est une paroisse civile et un village du Derbyshire, en Angleterre.